# Kourwéogo
Province du Kourwéogo är en provins i Burkina Faso.   Den ligger i regionen Plateau-Central, i den centrala delen av landet, 30 km nordväst om huvudstaden Ouagadougou. Antalet invånare är 124 554. Huvudort är Boussé.